# Reinaldo Ahumada
Reinaldo Manuel Ahumada Cisternas (Valparaíso, Región de Valparaíso, Chile, 30 de mayo de 1997) es un futbolista chileno. Juega de defensa y su equipo actual es Penya Encarnada de la Primera División de Andorra.

## Trayectoria
Comenzó jugando en el Club Deportivo Caupolicán, mismo club en donde jugó David Pizarro, de donde daría el salto a las divisiones inferiores de Santiago Wanderers en donde ya a los dieciséis años daría el salto a la sub-19 del club. Ya para mediados del 2014 sería subido al primer equipo por Héctor Robles y luego mantenido por Emiliano Astorga para ser parte de la pretemporada, debutando en un amistoso frente a Unión Española donde su club vencería por tres goles a uno. Pasado los torneos permanecería en el plantel de honor sin poder llegar a jugar de manera oficial.

## Selección nacional
Fue parte de las nóminas de la Selección de fútbol sub-20 de Chile para torneos amistosos y también de equipos sparring de la Selección de fútbol de Chile.

## Estadísticas

### Clubes
| Club               | Div.          | Temporada     | Liga  | Liga  | Copas nacionales | Copas nacionales | Torneos internacionales | Torneos internacionales | Total | Total |
| Club               | Div.          | Temporada     | Part. | Goles | Part.            | Goles            | Part.                   | Goles                   | Part. | Goles |
| ------------------ | ------------- | ------------- | ----- | ----- | ---------------- | ---------------- | ----------------------- | ----------------------- | ----- | ----- |
| Trasandino · Chile | 4.ª           | 2018          | 24    | 1     | —                | —                | —                       | —                       | 24    | 1     |
| Trasandino · Chile | 4.ª           | 2019          | 33    | 2     | 3                | 0                | —                       | —                       | 36    | 2     |
| Trasandino · Chile | Total club    | Total club    | 57    | 3     | 3                | 0                | 0                       | 0                       | 60    | 3     |
| Total carrera      | Total carrera | Total carrera | 57    | 3     | 3                | 0                | 0                       | 0                       | 60    | 3     |
| 1. 2.              |               |               |       |       |                  |                  |                         |                         |       |       |

### Resumen estadístico
| Competición        | Partidos | Goles |
| ------------------ | -------- | ----- |
| Tercera División A | 57       | 3     |
| Copa Chile         | 3        | 0     |
| Total              | 60       | 3     |